# Ophisma albitermia
Ophisma albitermia är en fjärilsart som beskrevs av George Francis Hampson 1910. Ophisma albitermia ingår i släktet Ophisma och familjen nattflyn. Inga underarter finns listade i Catalogue of Life.

## Bildgalleri

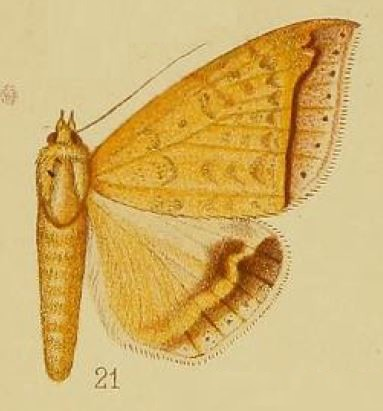